# Războiul împotriva drogurilor din Filipine
În urma câștigării alegerilor prezidențiale din mai 2016, președintele filipinez Rodrigo Duterte a promis o campanie fără precedent împotriva traficului de droguri, campanie ce avea să se concretizeze în așa-numitul război al drogurilor filipinez.
Peste 96.700 de oameni au fost arestați în operațiunile antidrog ale guvernului, care fac parte din Proiectul Tokhang. De la începutul campaniei, 1,2 milioane de consumatori de droguri și 89.000 de traficanți s-au predat. Din acest motiv, închisorile sunt suprapopulate. Statisticile poliției arată că piața drogurilor din Filipine s-a redus cu 26%, în timp ce indicele criminalității a scăzut cu 29% în toată țara. Până la sfârșitul lui iulie 2017, peste 3.400 de oameni au fost uciși în operațiuni antidrog, majoritatea orășeni săraci. În aceeași perioadă au fost raportate alte 2.100 de decese, rezultatul unor încăierări între bande, informatori reduși la tăcere sau crime comise de grupuri de vigilantes. Human Rights Watch a dezvăluit că poliția filipineză falsifică probe pentru a justifica omorurile ilegale. România a fost una din cele 38 de țări care au cerut pe 24 iunie 2018 Republicii Filipine și președintelui Rodrigo Duterte să înceteze omorurile și falsificarea probelor.
Campania a fost contestată de mii de filipinezi pe străzi, în timp ce Biserica Catolică a criticat în termeni duri crimele din spatele războiului împotriva drogurilor. În pofida criticilor comunității internaționale legate de fenomenul crimelor extrajudiciare aleatorii, Duterte nu renunță la campania care se bucură, de altfel, de susținere în rândul filipinezilor. Potrivit activiștilor pentru drepturile omului, Filipine are ingredientele necesare pentru a obține sprijinul populației pentru „măsuri extreme”, precum acest  război împotriva drogurilor, din cauza „deceniilor de disfuncție politică”, dar și datorită corupției la toate nivelurile, disatisfacției generale privind instituțiile statului, sărăciei larg răspândite și criminalității ridicate.